# Rzepin (gromada w powiecie słubickim)
Rzepin (do 31 XII 1957 Drzeńsk) – dawna gromada, czyli najmniejsza jednostka podziału terytorialnego Polskiej Rzeczypospolitej Ludowej w latach 1954–1972.
Gromady, z gromadzkimi radami narodowymi (GRN) jako organami władzy najniższego stopnia na wsi, funkcjonowały od reformy reorganizującej administrację wiejską przeprowadzonej jesienią 1954 do momentu ich zniesienia z dniem 1 stycznia 1973, tym samym wypierając organizację gminną w latach 1954–1972.
Gromadę Rzepin z siedzibą GRN w mieście Rzepinie (nie wchodzącym w jej skład) utworzono 1 stycznia 1958 w powiecie rzepińskim w woj. zielonogórskim na mocy uchwały nr V/22/57 WRN w Zielonej Górze z dnia 15 listopada 1957 w związku z przeniesieniem siedziby GRN gromady Drzeńsk z Drzeńska do Rzepina i zmianą nazwy jednostki na gromada Rzepin. Równocześnie do nowo utworzonej gromady Rzepin włączono wieś Połęcko ze zniesionej gromady Wystok w tymże powiecie.
1 stycznia 1959 powiat rzepiński przemianowano na słubicki.
1 stycznia 1972 do gromady Rzepin włączono tereny o powierzchni 3791 ha z miasta Rzepin w tymże powiecie; z gromady Rzepin wyłączono natomiast tereny o powierzchni 56 ha, włączając je do Rzepina.
Gromada przetrwała do końca 1972 roku, czyli do kolejnej reformy gminnej. 1 stycznia 1973 w powiecie słubickim reaktywowano zniesioną w 1954 roku (wówczas w powiecie rzepińskim) gminę Rzepin.